# SoftBank 705NK
SoftBank 705NK（ソフトバンク705NK）はノキアが開発しソフトバンクモバイルが販売する、W-CDMA通信方式の携帯端末、スマートフォン。SoftBank初のGSMクワッドバンド対応端末である。ノキアのNokia Nseriesシリーズ、Nokia N73がベースとなっている。テーマは、「想像力に翼を」。

## 対応サービス
| 主な対応サービス   | 主な対応サービス    | 主な対応サービス | 主な対応サービス |
| ------------------ | ------------------- | ---------------- | ---------------- |
| サークルトーク     | ホットステータス    | Yahoo!mocoa      | S!ループ         |
| S!タウン           | ライブモニター      | S!CAST           | S!FeliCa         |
| S!ケータイ動画     | PCサイトブラウザ注※ | 電子コミック     | S!アプリ         |
| 着うたフル／着うた | アレンジメール      | S!アドレスブック | 3Gお天気アイコン |
| レコメール         | TVコール            | 国際ローミング   | S!GPSナビ        |

※本端末のPCサイトビューワーはソフトバンク仕様ではないため、パケット定額制適用外となる。

## 特徴
Carl Zeiss（カール・ツァイス）レンズ採用の3.2メガピクセルAFカメラを搭載している。端末形状もカメラ用途での使用を想定したものとなっており、またソフトウェア面においても詳細な撮影設定が可能である。Exifデータによればメインカメラの焦点距離は5.6mm。35mmカメラ換算で35mm前後のレンズとほぼ同じ画角である。
この端末はスマートフォンとしての機能も兼ね備えている。Symbian OS/S60プラットフォームを採用している為、ネイティブアプリケーションのインストールが可能で自由度が高い（ただし705NKは安全性が確認された電子署名の入ったものに限られるが、ソフトを使うことにより電子署名なしのいわゆる勝手アプリの起動が出来る状況である）。
Officeドキュメントの閲覧ソフトや容易にPCと同期出来るPIMアプリケーションなども入っている。
パソコン向けサイトの閲覧ができる Nokia Web Browserも搭載されるが、一部のソフトバンク携帯電話に搭載されている「PCサイトブラウザ」とは異なり、各種パケット定額サービスは対象外。定額で利用できるモバイルブラウザ(Wap Browser)も搭載。
国際ローミング機能では、事業者を自動選択するため、現地に持っていくだけで通常通り使用することが可能。事業者も電波の良好なものを選択するため、必然的に他のドコモやソフトバンクなどの国際ローミング機能付きの携帯端末よりも電波感度が良い。
また、その他のマルチメディア面、オーディオ再生デバイスとしても充実している。MP3/AAC/eAAC+/WMAと幅広いコーデックに対応している。海外では、Nokia N73の派生機、N73 Music Editionも発売された。
ソフトバンクとしては初のGSMクワッドバンド対応端末であり、SoftBank Xシリーズとメーカーブランドとして発表されたソフトバンク専用モデル（iPhone 3GやNokia N82など）を除けば、2009年4月時点では唯一の対応端末であった。すなわち、Yahoo!ケータイに対応した、GSMクワッドバンド端末としては、長らく唯一のモデルとなっていたが、2009年夏モデルより、GSMクワッドバンド対応かつUMTS850MHz対応機種が6機種リリースされたため、その座を明け渡すことになった。
Skype Liteに対応している（ただし、現時点で日本語版がないため英語版となる）が、3Gネットワーク経由（使い方により、通話料となる場合とパケット料となるケースとがある）となるため通信料に注意が必要（パケットは、アクセスインターネット経由となるため、定額対象外である）。